# Clematis iliensis
Clematis iliensis là một loài thực vật có hoa trong họ Mao lương. Loài này được Y.S.Hou & W.H.Hou mô tả khoa học đầu tiên năm 1986.